# Arion alpinus
Arion alpinus es una especie de molusco gasterópodo de la familia Arionidae en el orden de los Stylommatophora.

## Distribución geográfica
Se encuentran en Europa Central y en los  Alpes, en particular en los países en desarrollo. Austria, Croacia y República Checa